# Ströhberne Bruck’n
Die Ströhberne Bruck’n (hochdeutsch Stroherne Brücke) ist eine historische Holzbrücke in der Marktgemeinde Edelschrott im österreichischen Bundesland Steiermark. Der Name bezieht sich auf das vormals strohgedeckte Dach.

## Lage
Die Brücke liegt nördlich des Herzogbergs, eines östlichen Ausläufers des Steirischen Randgebirges. Sie überspannt den knapp 4 km langen Guggibach unmittelbar vor dessen Mündung in die zum Speicher Hirzmann aufgestaute Teigitsch. Die Fußgängerbrücke befindet sich rund 1500 m südlich vom Gemeindehauptort Edelschrott.

## Geschichte
Bereits im 17. Jahrhundert führte zwischen Edelschrott und dem Herzogberg eine strohgedeckte Holzbrücke über die Teigitsch. Der Barockkartograph Georg Matthäus Vischer verzeichnete den Übergang 1678 in seiner „Neuen Landkarte des Herzogthums Steiermark“ als „Ströhebruck“. Im Taufbuch von Edelschrott wird sie 1680 erwähnt als "Streben Pruggen" [Taufbuch 2 1660-1682 - 8862 | Edelschrott | Steiermark: Rk. Diözese Graz-Seckau | Österreich | Matricula Online (matricula-online.eu)]. An dieser Stelle wurde Christina Gratz am 17. August 1680 getauft. Die Pest war im Herzogberg ausgebrochen und im Haus von Georg Gratz war ein Infizierter gemeldet. Daher war der Zugang zur Kirche verwehrt. 
1809 näherten sich die im Zuge des Fünften Koalitionskriegs vorrückenden französischen Truppen unter Napoleon der Brücke. Einer Legende zufolge machten die Soldaten jedoch aus Sorge um ihr schweres Kriegsgerät kehrt, als sie von der Ströhbernen Bruck’n hörten und eine Brücke aus Stroh vermuteten. Die heutige Brücke geht auf das Jahr 1816 zurück und musste bei Errichtung der Hirzmannsperre an den nahegelegenen Guggibach verlegt werden.

## Beschreibung

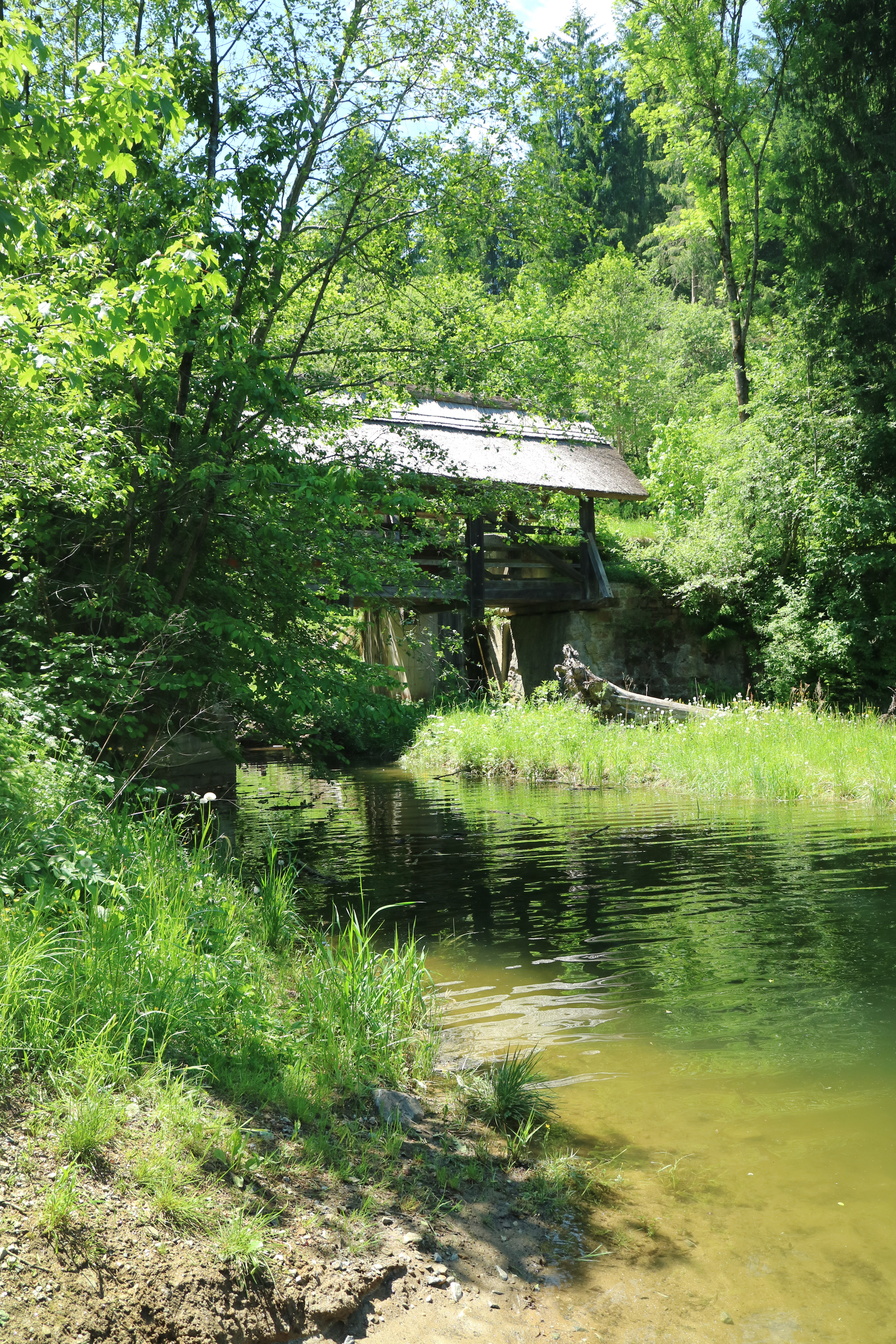
Die Brücke in unmittelbarer Nähe zum Hirzmann-Stausee

Die Konstruktion der Brücke ist ein doppeltes Hängewerk mit 2 Hängesäulen in den Drittelpunkten. Die ursprünglich 14 m lange Brücke wurde 1949 bei der Translozierung an den heutigen Standort um 2,5 m verkürzt. Außerdem wurde die Tragfähigkeit der Konstruktion durch Einbau eines doppelten Sprengwerks unterhalb der Laufebene erhöht. Mit der Zeit hielt die Brücke dem motorisierten Individualverkehr nicht mehr stand, sodass die Errichtung einer neuen Autobrücke über den Guggibach nötig wurde. Ihre Position nur wenige Meter neben der alten Brücke führte zu deren optischer Beeinträchtigung und sorgte deshalb für Kritik.
Zu Beginn des 21. Jahrhunderts befand sich die dem Verfall ausgesetzte Ströhberne Bruck’n in einem desolaten Zustand. Das vermooste Strohdach zeigte sich entlang der Firstzone eingefallen und die tragenden Hölzer drohten durch den fehlenden Witterungsschutz zu vermorschen. Nachdem sich Ernst Lasnik bereits 1997 für die Erhaltung eingesetzt hatte, berichtete das Internationale Städteforum Graz über die Brücke und erwirkte schließlich mit Geldern des Revitalisierungsfonds des Landes Steiermark sowie des Bundesdenkmalamtes eine Sanierung des Bauwerks. Schüler der Ortweinschule in Graz erstellten die Bestandsaufnahme und ein digitales Modell der Brücke, die danach für die Sanierungsarbeiten vom Jägerbataillon 18 des Bundesheeres demontiert wurde. Beim Wiederaufbau verzichtete man auf das nachträglich hinzugefügte Sprengwerk. Am 20. Juni 2001 wurde die sanierte Ströhberne Bruck’n feierlich wiedereröffnet. Die letzte Sanierung erfolgte im Jahr 2014, wobei eine Dachvariante aus Schilf gewählt wurde, weil es kaum noch Strohdecker gibt. Die Gravur des Baujahres 1816 lässt sich noch heute auf zwei originalen Lärchenholzbalken erkennen.